# 2001 Clear Channel Memorandum
Das 2001 Clear Channel Memorandum war eine Anweisung, die das US-amerikanische Medienunternehmen Clear Channel Communications für seine Radiosender erstellte. Sie enthält Lieder, die nach Meinung des Unternehmens nach den Terroranschlägen am 11. September 2001  unpassend seien. Viele Fernseh- und Radiosender änderten ihr übliches Programm in den Tagen nach den Anschlägen. Zunächst ging das Gerücht um, dass Clear Channel Communications eine Liste von „Liedern mit fraglichem Inhalt“ angelegt habe, die nicht nach den Anschlägen gespielt werden sollten. Diese Liste wurde vom unabhängigen Newsletter Hits Daily Double veröffentlicht, der nicht bei Clear Channel Communications Mitglied ist.
Snopes, eine Website, die Moderne Sagen aufklärt, fand heraus, dass diese Liste nur eine „Empfehlung“ und kein Verbot gewesen sei.
Die Liste enthält 166 Lieder, wobei Rage Against the Machine, deren komplette Diskografie auf die Liste gesetzt wurde, mit weitem Abstand die meisten Lieder stellen. Unklar ist die Liste wiederum bei Liedern, die von mehreren Künstlern gesungen wurden: Knockin' on Heaven’s Door ist sowohl in der Originalversion von Bob Dylan als auch als Cover von Guns N’ Roses gelistet. Dem gegenüber ist die Coverversion der Band Alien Ant Farm von Smooth Criminal auf der Liste, aber das Original von Michael Jackson nicht.
Die Lieder sind alphabetisch nach Künstler geordnet. Die Liste zog viel Medieninteresse auf sich.
Angeblich sollte der Beatles-Song Ob-La-Di, Ob-La-Da nicht mehr gespielt werden, da Ob-La-Di verschwörerisch-kryptisch auch als Abkürzung für Osama Bin Ladin, den Drahtzieher der Terror-Angriffe, gesehen werden könnte.
Andere Sender, die nicht zu Clear Channel Communications gehörten, verfassten ihre eigenen Schwarzen Listen.

## Aufgeführte Titel

### 0–9
- 3 Doors Down – Duck and Run
- 311 – Down

### A
- AC/DC – Shot Down in Flames, Shoot to Thrill, Dirty Deeds Done Dirt Cheap, Highway to Hell, Safe in New York City, T.N.T. und Hells Bells
- Ad Libs – The Boy from New York City
- Afro Celt Sound System feat. Peter Gabriel – When You’re Falling
- Alice in Chains – Rooster, Sea of Sorrow, Down in a Hole und Them Bones
- Alien Ant Farm – Smooth Criminal
- The Animals – We Gotta Get Out of This Place
- Louis Armstrong – What a Wonderful World

### B
- The Bangles – Walk Like an Egyptian
- Barenaked Ladies – Falling for the First Time
- Beastie Boys – Sure Shot und  Sabotage
- The Beatles – A Day in the Life, Lucy in the Sky with Diamonds, Ticket to Ride und Ob-La-Di, Ob-La-Da
- Pat Benatar – Hit Me with Your Best Shot und Love Is a Battlefield
- Black Sabbath – War Pigs und Sabbath Bloody Sabbath
- Blood, Sweat & Tears – And When I Die
- Blue Öyster Cult – Burnin’ for You
- Boston – Smokin’
- Brooklyn Bridge – Worst that Could Happen
- Arthur Brown – Fire
- Jackson Browne – Doctor My Eyes
- Bush – Speed Kills

### C
- The Chi-Lites – Have You Seen Her
- Petula Clark – A Sign of the Times
- The Clash – Rock the Casbah
- Phil Collins – In the Air Tonight
- Sam Cooke – Wonderful World
- Creedence Clearwater Revival – Travelin’ Band
- The Cult – Fire Woman

### D
- Bobby Darin – Mack the Knife
- The Dave Clark Five – Bits and Pieces
- Dave Matthews Band – Crash into Me
- Neil Diamond – America
- Dio – Holy Diver
- The Doors – The End
- The Drifters – On Broadway
- Drowning Pool – Bodies
- Bob Dylan – Knockin’ on Heaven’s Door

### E
- Everclear – Santa Monica

### F
- Shelley Fabares – Johnny Angel
- Filter – Hey Man, Nice Shot
- Fontella Bass – Rescue Me
- Foo Fighters – Learn to Fly
- Fuel – Bad Day

### G
- GAP Band – You Dropped a Bomb on Me
- Godsmack – Bad Religion
- Green Day – Brain Stew
- Norman Greenbaum – Spirit in the Sky
- Guns N’ Roses – Knockin’ on Heaven’s Door

### H
- The Happenings – See You In September
- Jimi Hendrix – Hey Joe
- Herman’s Hermits – Wonderful World
- The Hollies – He Ain’t Heavy, He’s My Brother
- Buddy Holly & The Crickets – That’ll Be the Day

### J
- Jan and Dean – Dead Man’s Curve
- Billy Joel – Only the Good Die Young
- Elton John – Bennie and the Jets, Daniel und Rocket Man
- Judas Priest – Some Heads Are Gonna Roll

### K
- Kansas – Dust in the Wind
- Carole King – I Feel the Earth Move
- Korn – Falling Away from Me
- Lenny Kravitz – Fly Away

### L
- Led Zeppelin – Stairway to Heaven
- John Lennon – Imagine
- Jerry Lee Lewis – Great Balls of Fire
- Limp Bizkit – Break Stuff
- Local H – Bound for the Floor
- Los Bravos – Black Is Black
- Lynyrd Skynyrd – Tuesday’s Gone

### M
- Martha & the Vandellas – Nowhere to Run und Dancing in the Street
- Paul McCartney & Wings – Live and Let Die
- Barry McGuire – Eve of Destruction
- Don McLean – American Pie
- Megadeth – Dread and the Fugitive Mind und Sweating Bullets
- John Mellencamp – Crumbling Down und I’m on Fire
- Metallica – Seek & Destroy, Harvester of Sorrow, Enter Sandman und Fade to Black
- Alanis Morissette – Ironic
- Mudvayne – Death Blooms

### N
- Ricky Nelson – Travelin’ Man
- Nena – 99 Luftballons sowie die englische Version (99 Red Balloons)
- Nine Inch Nails – Head Like a Hole

### O
- Oingo Boingo – Dead Man’s Party
- Ozzy Osbourne – Suicide Solution

### P
- Paper Lace – The Night Chicago Died
- John Parr – St. Elmo’s Fire
- Peter & Gordon – I Go to Pieces und A World Without Love
- Peter, Paul and Mary – Blowin’ in the Wind und Leaving on a Jet Plane
- Tom Petty – Free Fallin’
- Pink Floyd – Run Like Hell und Mother
- P.O.D. – Boom
- Elvis Presley – (You’re The) Devil in Disguise
- The Pretenders – My City Was Gone

### Q
- Queen – Another One Bites the Dust und Killer Queen

### R
- Rage Against the Machine – alle Stücke
- Red Hot Chili Peppers – Aeroplane und Under the Bridge
- R.E.M. – It’s the End of the World as We Know It (And I Feel Fine)
- The Rolling Stones – Ruby Tuesday
- Mitch Ryder & The Detroit Wheels – Devil with the Blue Dress

### S
- Saliva – Click Click Boom
- Santana – Evil Ways
- Savage Garden – Crash and Burn
- Simon & Garfunkel – Bridge Over Troubled Water
- Frank Sinatra – New York, New York
- Skeeter Davis – End of the World
- Slipknot – Left Behind und Wait and Bleed
- The Smashing Pumpkins – Bullet with Butterfly Wings
- Soundgarden – Fell on Black Days, Black Hole Sun und Blow Up the Outside World
- Bruce Springsteen – I’m on Fire, I’m Goin’ Down und War
- Edwin Starr – War
- Steam – Na Na Hey Hey Kiss Him Goodbye
- Steve Miller Band – Jet Airliner
- Cat Stevens – Peace Train und Morning Has Broken
- Stone Temple Pilots – Big Bang Baby und Dead and Bloated
- Sugar Ray – Fly
- The Surfaris – Wipeout
- System of a Down – Chop Suey!

### T
- Talking Heads – Burning Down the House
- James Taylor – Fire and Rain
- Temple of the Dog – Say Hello 2 Heaven
- Third Eye Blind – Jumper
- The Three Degrees – When Will I See You Again
- Tool – Intolerance
- The Trammps – Disco Inferno

### U
- U2 – Sunday Bloody Sunday

### V
- Van Halen – Jump und Dancing in the Street

### W
- J. Frank Wilson & The Cavaliers – Last Kiss

### Y
- The Youngbloods – Get Together

### Z
- Zager and Evans – In the Year 2525
- Zombies – She’s Not There